# Tippeligaen 2012
La Tippeligaen 2012 fue la 68a edición de la Primera División de Fútbol de Noruega. El torneo fue ganado por el Molde FK -su segundo título consecutivo- y se clasificó a la Segunda ronda Previa de la Liga de Campeones de la UEFA 2013-14. El segundo lugar le correspondió al Stromsgodset IF y el tercero al Rosenborg Ballklub, clasificando así ambos a la Segunda y Primera Rondas Previas de la UEFA Europa League 2013-14, respectivamente. El Sandnes Ulf, que terminó en el puesto 14 de la liga, y debió jugar un partido de repesca para determinar su permanencia en la Primera División frente al Ullensaker/Kisa IL, partido que terminó ganando, manteniéndose así en la máxima división del fútbol noruego. El Fredrikstad FK y el Stabæk Fotball, puestos 15 y 16 respectivamente, descendieron en forma directa a la Adeccoligaen.

## Equipos y estadios
Los equipos que terminaron la temporada 2011 en los últimos dos lugares de la tabla descendieron a la Adeccoligaen 2012. Sarpsborg 08 terminó en último lugar y descendió luego de tan solo un año en el máximo nivel. IK Start terminó penúltimo, descendiendo y terminando así su estadía de tres años en la liga.
Hønefoss BK y Sandnes Ulf ascendieron en forma directa como campeón y subcampeón de la Adeccoligaen 2011, respectivamente. Sandnes Ulf hizo su primera aparición en la Tippeligaen, mientras que Hønefoss regresó luego de pasar una temporada en la segunda división.
| Equipo       | Ubicación   | Estadio             | Superficie | Capacidad |
| ------------ | ----------- | ------------------- | ---------- | --------- |
| Aalesund     | Ålesund     | Color Line Stadion  | Artificial | 10.778    |
| Brann        | Bergen      | Brann Stadion       | Natural    | 17.824    |
| Fredrikstad  | Fredrikstad | Fredrikstad Stadion | Natural    | 13.300    |
| Haugesund    | Haugesund   | Haugesund Stadion   | Natural    | 5.000     |
| Hønefoss     | Hønefoss    | Aka Arena           | Artificial | 4.000     |
| Lillestrøm   | Lillestrøm  | Åråsen stadion      | Natural    | 11.637    |
| Molde        | Molde       | Aker Stadion        | Natural    | 11.800    |
| Odd Grenland | Skien       | Skagerak Arena      | Artificial | 13.500    |
| Rosenborg    | Trondheim   | Lerkendal Stadion   | Natural    | 21.850    |
| Sandnes Ulf  | Sandnes     | Sandnes Idrettspark | Natural    | 3.850     |
| Sogndal      | Sogndal     | Fosshaugane Campus  | Natural    | 5.402     |
| Stabæk       | Bærum       | Nadderud Stadion    | Natural    | 7.000     |
| Strømsgodset | Drammen     | Marienlyst Stadion  | Artificial | 7.500     |
| Tromsø       | Tromsø      | Alfheim Stadion     | Artificial | 7.500     |
| Viking       | Stavanger   | Viking Stadion      | Natural    | 16.600    |
| Vålerenga    | Oslo        | Ullevaal Stadion    | Natural    | 25.572    |

## Tabla de posiciones
Posiciones finales actualizadas el 20 de noviembre de 2012
| |    | Equipos          |  | PJ | G  | E  | P  | GF | GC | Dif | Pts   |
| --- | -- | ---------------- |  | -- | -- | -- | -- | -- | -- | --- | ----- |
| | 1  | Molde (C)        |  | 30 | 19 | 5  | 6  | 51 | 31 | +20 | 62    |
| | 2  | Strømsgodset (Q) |  | 30 | 17 | 7  | 6  | 62 | 40 | +22 | 58    |
| | 3  | Rosenborg (Q)    |  | 30 | 15 | 10 | 5  | 53 | 26 | +27 | 55    |
| | 4  | Tromsø(1)        |  | 30 | 14 | 7  | 9  | 45 | 32 | +13 | 49    |
| | 5  | Viking FK        |  | 30 | 14 | 7  | 9  | 41 | 36 | +5  | 49    |
| | 6  | Brann            |  | 30 | 13 | 4  | 14 | 57 | 50 | +7  | 42    |
| | 7  | Haugesund        |  | 30 | 11 | 9  | 10 | 46 | 40 | +6  | 42    |
| | 8  | Vålerenga        |  | 30 | 12 | 5  | 13 | 42 | 44 | -2  | 41    |
| | 9  | Lillestrøm       |  | 30 | 9  | 12 | 9  | 46 | 47 | -1  | 39    |
| | 10 | Odd Grenland     |  | 30 | 11 | 7  | 12 | 40 | 43 | -3  | 39(2) |
| | 11 | Aalesund         |  | 30 | 9  | 11 | 10 | 40 | 41 | -1  | 38    |
| | 12 | Sogndal          |  | 30 | 8  | 10 | 12 | 29 | 37 | -8  | 34    |
| | 13 | Hønefoss         |  | 30 | 7  | 12 | 11 | 30 | 42 | -12 | 33    |
| | 14 | Sandnes Ulf (P)  |  | 30 | 8  | 8  | 14 | 44 | 56 | -12 | 32    |
| | 15 | Fredrikstad (D)  |  | 30 | 9  | 3  | 18 | 42 | 59 | -17 | 30    |
| | 16 | Stabæk (D)       |  | 30 | 5  | 2  | 23 | 25 | 69 | -44 | 17    |
| (1)La liga le quitó un punto al Odd Grenland debido a sus problemas financieros. (2)El Tromsø IL clasificó a la Segunda ronda clasificatoria de la UEFA Europa League 2013-14 tras ganar la Copa de Noruega 2012. |    |                  |  |    |    |    |    |    |    |     |       |

### Leyenda
|  | Clasificado para la segunda ronda previa de la Liga de Campeones de la UEFA 2013-14 |
|  | Clasificado para la segunda ronda previa de la UEFA Europa League 2013-14           |
|  | Clasificado para la primera ronda previa de la UEFA Europa League 2013-14           |
|  | Promoción                                                                           |
|  | Descendido a la Adeccoligaen 2013                                                   |

| (C) Campeón     |
| (Q) Clasificado |
| (P) Promoción   |
| (D) Descendido  |